# Cena Izvestijí 1975
Devátý ročník Ceny Izvestijí se konal od 17. – 21. 12. 1975 v Moskvě. Zúčastnila se čtyři reprezentační mužstva, která se utkala jednokolovým systémem každý s každým.

## Výsledky a tabulka
|    |         | SSSR          | ČSSR           | SWE     | FIN    | V | R | P | Skóre | B |
| 1. | SSSR    | Sovětský svaz | 3:2            | 5:3     | 6:2    | 3 | 0 | 0 | 14:7  | 6 |
| 2. | ČSSR    | 2:3           | Československo | 8:2     | 3:1    | 2 | 0 | 1 | 13:6  | 4 |
| 3. | Švédsko | 3:5           | 2:8            | Švédsko | 8:2    | 1 | 0 | 2 | 13:15 | 2 |
| 4. | Finsko  | 2:6           | 1:3            | 2:8     | Finsko | 0 | 0 | 3 | 5:17  | 0 |

 SSSR -  Finsko 6:2 (1:1, 0:0, 5:1)
17. prosince 1975 - Moskva

Branky SSSR: 2. Viktor Šalimov, 46. Boris Michajlov, 46. Jurij Ljapkin, 47. Valerij Vasiljev, 53. Valerij Charlamov, 58. Valerij Charlamov.

Branky Finska: 12. Jorma Vehmanen, 60. Matti Murto.

Rozhodčí: Frank Larsen (USA), Ake Hanqvist (SWE)

Vyloučení: 5:1 (využití 1:1)
SSSR: Vladislav Treťjak – Alexandr Gusev, Valerij Vasiljev, Jurij Ljapkin, Sergej Korotkov, Gennadij Cygankov, Vladimir Lutčenko, Sergej Babinov, Viktor Kuzněcov - Boris Michajlov, Vladimir Petrov, Valerij Charlamov – Viktor Šalimov, Vladimir Šadrin, Alexandr Jakušev – Helmuts Balderis, Alexandr Malcev, Sergej Kapustin - Jurij Lebeděv, Viktor Žluktov, Alexandr Golikov.
Finsko: Urpo Ylönen - Timo Nummelin, Timo Saari, Seppo Suoraniemi, Rejo Laksola, Tapi Levo - Henry Leppä, Matti Murto, Seppo Ahokainen – Juhani Boström, Matti Hagman, Esa Peltonen - Jorma Vehmanen, Tapio Koskinen, Matti Rautiainen - Kari Makkonen.
 Československo -  Švédsko 8:2 (3:1, 1:0, 4:1)
18. prosince 1975 - Moskva

Branky a nahrávky Československa: 7:05 Bohuslav Ebermann (Ivan Hlinka, Jiří Holík), 17:36 Bohuslav Ebermann (Ivan Hlinka), 18:28 Jiří Novák (Vladimír Martinec), 31:55 Vladimír Martinec, 42:17 Jan Neliba, 45:56 Jiří Bubla, 49:12 Marián Šťastný (Václav Sýkora), 53:36 Jiří Holík.

Branky a nahrávky Švédska: 6:39 Dan Söderström (Dan Labraaten), 42:21 Mats Åhlberg.

Rozhodčí: Alexander Zagorski (POL), Laver (CAN)

Vyloučení: 1:3 (využití 0:1)
ČSSR: Jiří Holeček – Oldřich Machač, František Pospíšil, Jiří Bubla, Milan Kajkl, Milan Chalupa, Dvořák, Jan Neliba, Vladimír Šandrik – Eduard Novák, Milan Nový, Josef Augusta – Bohuslav Ebermann, Ivan Hlinka, Jiří Holík - Vladimír Martinec, Jiří Novák, Bohuslav Šťastný – Marián Šťastný, Václav Sýkora, Jaroslav Pouzar.
Švédsko: Willy Löfqvist – Mats Waltin, Björn Johansson, Stig Salming, Ulf Weinstock, Stig Östling,Jan-Olof Svensson – Dan Söderström, Mats Åhlberg, Dan Labraaten (Hans Jax) – Anders Kallur, Roland Eriksson, Hans Jax (Thomas Gradin) – Per-Olov Brasar, Martin Karlsson, Lars-Erik Ericsson.
 Československo -  Finsko 3:1 (2:1, 1:0, 0:0)
20. prosince 1975 - Moskva

Branky a nahrávky Československa: 12:12 Eduard Novák (Josef Augusta), 18:09 Milan Chalupa (Jiří Novák), 27:09 Josef Augusta (Jiří Novák).

Branky a nahrávky Finska: 19:47 Esa Peltonen (Matti Hagman).

Rozhodčí: Ake Hanqvist (SWE), Frank Larsen (USA)

Vyloučení: 7:4 (využití 1:0)
ČSSR: Jiří Crha – Oldřich Machač, František Pospíšil, Jiří Bubla, Milan Kajkl, Milan Chalupa, Dvořák, Jan Neliba, Vladimír Šándrik – Eduard Novák, Milan Nový, Josef Augusta – Bohuslav Ebermann, Ivan Hlinka, Jiří Holík - Vladimír Martinec, Jiří Novák, Bohuslav Šťastný – Marián Šťastný, Václav Sýkora, Jaroslav Pouzar.
Finsko: Antti Leppänen – Timo Nummelin, Timo Saari, Pekka Marjamäki, Rejo Laksola, Hannu Hapalainen, Pertti Valkeapää, Tapi Levo – Henry Leppä, Matti Murto, Seppo Ahokainen – Juhani Boström, Matti Hagman, Esa Peltonen – Jorma Vehmanen, Matti Rautiainen, Pertti Koivulahti.
 SSSR -  Švédsko 5:3 (1:0, 1:0, 3:3)
20. prosince 1975 - Moskva

Branky SSSR: 5. Valerij Charlamov, 26. Vladimir Šadrin, 45. Alexandr Malcev, 56. Vladimir Šadrin, 54. Valerij Vasiljev.

Branky Švédska: 43. Mats Åhlberg, 46. Lars-Erik Ericsson, 60. Martin Karlsson.

Rozhodčí: Alexander Zagorski (POL), Laver (CAN)

Vyloučení: 4:2 (využití 0:0)
SSSR: Alexandr Sidělnikov (51. Vladislav Treťjak) – Alexandr Gusev, Valerij Vasiljev, Gennadij Cygankov, Jurij Ljapkin, Sergej Babinov, Vladimir Lutčenko – Boris Michajlov, Vladimir Petrov, Valerij Charlamov – Vladimir Šadrin, Viktor Šalimov, Alexandr Jakušev  – Helmuts Balderis, Alexandr Malcev, Sergej Kapustin.
Švédsko: Göran Högosta – Mats Waltin, Björn Johansson, Stig Salming, Roland Bond, Lars-ErikEsbjörs, Jan-Olof Svensson – Dan Söderström, Mats Åhlberg, Hans Jax – Finn Lundström, Anders Kallur, Roland Eriksson – Per-Olov Brasar, Martin Karlsson, Lars-Erik Ericsson.
 Švédsko -  Finsko 8:2 (4:0, 3:0, 1:2)
21. prosince 1975 - Moskva

Branky Švédska: 3. Per-Olov Brasar, 14. Hans Jax, 15. Anders Kallur, 20. Martin Karlsson, 5:0 24. Martin Karlsson, 6:0 24. Dan Söderström, 35. Björn Johansson, 8:1 43. Lars-Erik Ericsson 

Branky Finska: 7:1 43. Pertti Koivulahti, 57. Pekka Marjamäki.

Rozhodčí: Viktor Dombrovskij (URS), Jurij Karandin (URS)

Vyloučení: 7:5 (využití 1:0, v oslabení 1:0)
Švédsko: Göran Högosta – Mats Waltin, Björn Johansson, Stig Salming, Roland Bond, Lars-ErikEsbjörs, Jan-Olof Svensson – Dan Söderström, Mats Åhlberg, Hans Jax – Finn Lundström, Roland Eriksson, Anders Kallur – Per-Olov Brasar, Martin Karlsson, Lars-Erik Ericsson.
Finsko: Antti Leppänen (26. Urpo Ylönen) – Pekka Marjamäki, Rejo Laksola, Pertti Valkeapää, Timo Saari, Timo Nummelin, Tapi Levo – Esa Peltonen, Matti Hagman, Koskinen (Makkonen) - Matti Murto, Seppo Ahokainen, Henry Leppä – Pertti Koivulahti, Martti Jarkko (Jorma Vehmanen), Kari Makkonen (Matti Rautiainen).
 SSSR -  Československo 3:2 (2:1, 1:0, 0:1)
21. prosince 1975 - Moskva

Branky a nahrávky SSSR: 2:50 Alexandr Jakušev (Jurij Ljapkin, Vladimir Šadrin), 8:51 Valerij Charlamov (Alexandr Gusev), 32:30 Valerij Charlamov.

Branky a nahrávky Československa: 9:33 Vladimír Martinec (Miroslav Dvořák), 41:49 Jaroslav Pouzar (Václav Sýkora).

Rozhodčí: Laver (CAN), Frank Larsen (USA)

Vyloučení: 7:4 (využití 0:0)
ČSSR: Jiří Holeček – Oldřich Machač, František Pospíšil, Jiří Bubla, Milan Kajkl, Milan Chalupa, Dvořák, Jan Neliba, Vladimír Šándrik – Eduard Novák, Milan Nový, Josef Augusta – Bohuslav Ebermann, Ivan Hlinka, Jiří Holík - Vladimír Martinec, Jiří Novák, Bohuslav Šťastný – Marián Šťastný, Václav Sýkora, Jaroslav Pouzar.
SSSR: Vladislav Treťjak – Alexandr Gusev, Valerij Vasiljev, Jurij Ljapkin, Sergej Korotkov, Gennadij Cygankov, Vladimir Lutčenko – Boris Michajlov, Vladimir Petrov, Valerij Charlamov – Viktor Šalimov, Vladimir Šadrin, Alexandr Jakušev – Jurij Lebeděv, Viktor Žluktov, Alexandr Golikov.

## Statistiky

### Nejlepší hráči
| Brankář | Göran Högosta      |
| Obránce | František Pospíšil |
| Útočník | Vladimir Šadrin    |

### Kanadské bodování
| Poř. | Kanadské bodování | Branky | Přihrávky | Body |
| ---- | ----------------- | ------ | --------- | ---- |
| 1.   | Valerij Charlamov | 5      | 2         | 7    |